# Rubén Castro
Rubén Castro Martin (Las Palmas, 27 de junho de 1981) é um ex-futebolista profissional espanhol que atuava como atacante. É muito lembrado pelas passagens pelo Las Palmas e Betis.

## Carreira
Rubén Castro começou a carreira no UD Las Palmas.
Seu último clube foi o Málaga em 2023.

## Títulos
Betis
- La Liga 2: 2010–11, 2014–15

### Artilharias
- La Liga 2 de 2003–04 (22 gols)
- La Liga 2 de 2014–15 (32 gols)